# Intrapersonální konflikt
Konflikt označuje obecně střet protichůdných sil, tendencí nebo motivů. V případě intrapersonálního konfliktu  se jedná o vnitřně osobní konflikt jedince, kdy se střetávají dva (nebo více) – pro jedince významných – cílů, hodnot nebo potřeb. Jedinec se musí v daném okamžiku mezi alternativami rozhodnout, protože nelze současně realizovat obě. Vnitřní konflikty  mohou mít pro nositele různé důsledky.
Vnitřní konflikty zpravidla vedou k prohloubení a obohacení životních zkušeností a poznání sebe (ke zrání osobnosti) i k poznání ostatních lidí. Někdy mohou intrapersonální konflikty vést k znejistění a nedůvěře v sebe sama, ale i k ostatním lidem. Pokud jedinec prožívá hluboký vnitřní konflikt, přenáší část své vnitřní situace i do okolního světa, protože vnitřní konflikt není vždy plně uzavřen v osobnosti. Projevy signalizující vnitřní problémy osobnosti jsou nervozita, nesoustředěnost, smutek, lhostejnost apod. Tyto projevy jsou závislé na síle konfliktu. Konflikt sílí současně s tím, čím více jsou konkrétní alternativy pro jedince důležitější (např. čím je cíl přitažlivější, čím více je nějaká potřeba naléhavá, čím více je hodnota ceněna). Napětí, které při silném intrapersonálním konfliktu vzniká, může vyústit do interpersonálního konfliktu (mezi dvěma a více lidmi, uvnitř skupiny, mezi jedincem a skupinou nebo mezi skupinami).

## Dělení intrapersonálních konfliktů

### Podle jejich psychologické charakteristiky[1]

#### Konflikty představ
Tyto konflikty mohou vznikat pokud je verbální sdělení v rozporu s neverbálním doprovodem (např. pokud za nás někdo zaplatí v restauraci například večeři, dáváme mu pak peníze a on říká: „ne, nech to, to je dobré“ a zároveň natahuje ruku), pokud obsah neodpovídá formě sdělení (např. používání ironického podtextu v hovoru) nebo pokud si jedinec není jist v oblasti společenských norem (neví co se od něj čeká, jak se má zachovat). Dalším příkladem konfliktu představ je, pokud hovoříme s někým a klademe si otázku zda s námi souhlasí nebo ne, protože v jeho tváři to nelze poznat.

#### Konflikty názorů
Typickým příkladem je, pokud jedinec neví, jaký názor si má utvořit. Např. je to důvěryhodný člověk, nebo není? Je to vhodné, nebo ne?

#### Konflikty postojů
Tento typ konfliktu vzniká, pokud nějaká fakta hovoří pro to zaujmout k něčemu kladný postoj a některé fakty hovoří proti. Nelze zaujmout vyhraněný postoj. Určitý vliv zde mají také emoce.

#### Konflikty zájmů
Tyto konflikty lze dále dělit na konflikty osobních zájmů navzájem (pokud chci navštívit kino, přečíst knihu, jít na koncert a zároveň dávají v televizi zajímavý program, nevím pro kterou variantu se rozhodnout) a konflikty osobních a společenských zájmů (např. učitel musí vyřídit soukromý telefonát v době, kdy má hodinu, jeho společenská role je učit ve stanovený čas studenty, on sám by však rád ukončil hodinu dříve, aby si mohl telefonát vyřídit co nejdříve).
Ve skutečnosti však nikdy nejde o konkrétní typ konfliktu, ale o smíšené intrapersonální konflikty, kdy se jeden typ konfliktu prolíná s jiným.

### Podle působení sil (cílů, hodnot, činností)[2]

#### Apetence - apetence (konflikt dvou kladných sil)
Jedinec se rozhoduje mezi dvěma stejně pozitivními alternativami v podobě hodnot, předmětů nebo příjemných činností, které nemůže dosáhnout současně. Síla tohoto typu konfliktu je malá. Rozhodnutím se pro jednu alternativu a vyvíjení aktivit s ní spojených rychle oslabuje tendence věnovat se druhé (konkurující) alternativě. Například pokud se jedinec rozhoduje mezi výkonem dvou náročných profesích.

#### Averze - averze (konflikt dvou záporných sil)
Jedinec se rozhoduje mezi dvěma negativními alternativami, mezi dvěma zly (hodnotami, předměty, nepříjemnými činnostmi). Síla takového konfliktu je velká (největší z uvedených typů). Jedinec z počátku váhá a zpravidla hledá únik, třetí řešení. Pokud dojde k rozhodnutí pro jednu z nepříjemných variant a vyvíjení aktivit s ní spojených začne po čase činnost ochabovat a nastává opět stav nerozhodnosti a váhání.

#### Apetence - averze (konflikt mezi kladnou a zápornou silou)
Jedince nějaká činnost přitahuje a zároveň odpuzuje. Z většího odstupu od činnosti převažuje apetence a s přibližováním se zesiluje tendence k opuštění hodnoty, cíle, činnosti. Síla takových konfliktů je střední. Například jedince přitahuje atraktivní povolání, ale odpuzuje ho od jeho vykonávání námaha spojená se získáním odborných znalostí nutných k výkonu takového povolání.
Dále lze také rozlišovat:
- Konflikt pozitivní apetence a negativní indukce, který lze charakterizovat větou „je to nepříjemné, ale musím“.
- Konflikt negativní apetence a pozitivní indukce, který lze charakterizovat větou „je to příjemné, ale nesmím“.

### Podle psychologické teorie Sigmunda Freuda (konflikty mezi vrstvami osobnosti)[3]

#### Konflikt Id vs. Ego
Id chce uspokojení, Ego to ale neumožní (např. toužíme po novém mobilním telefonu, ale nemáme na něj momentálně dost peněz, nabízí se tedy možnost uspokojit Id a mobilní telefon ukrást, ale víme o policistech, tak počkáme, až budeme mít peníze a koupíme si ho).

#### Konflikt Id. vs. Superego
Id má požadavek, chce uspokojení, ale Superego požadavek považuje za neetický (např. toužíme po novém mobilním telefonu, ale nemáme pro jeho koupi dostatek peněz, nabízí se tedy možnost mobilní telefon ukrást, ale připomeneme si, že krást je špatné a zakážeme si krást).

#### Konflikt Ego vs. Superego
Racionální Ego ví, že rozumově je určité chování etické, ale Superego považuje toto chování jako neetické – cítíme vinu, např. na základě příliš moralizující výchovy (např. toužíme po novém mobilním telefonu, ale nekoupíme si ho, protože děti v Africe hladoví).